# خدای جنگ: رگناروک
خدای جنگ: رگناروک (به انگلیسی: God of War: Ragnarök) یک بازی ویدئویی در سبک اکشن-ماجراجویی است که توسط استودیو سنتا مونیکا توسعه یافته و به‌وسیلهٔ سونی اینتراکتیو انترتینمنت منتشر شده‌است. این بازی در تاریخ ۹ نوامبر ۲۰۲۲، برای کنسول‌های پلی‌استیشن ۴ و پلی‌استیشن ۵  و در تاریخ ۱۹ سپتامبر ۲۰۲۴، برای مایکروسافت ویندوز در سراسر جهان عرضه شد. رگناروک به عنوان نهمین قسمت در مجموعه بازی‌های خدای جنگ به‌شمار می‌رود و دنبالهٔ نسخه سال ۲۰۱۸ خدای جنگ محسوب می‌شود و کارگردان آن اریک ویلیامز است که در تولید اکثر نسخه‌های خدای جنگ نقش کلیدی داشته‌است. این بازی همانند نسخه پیشین، با الهام از اسطوره‌شناسی اسکاندیناوی و در نروژ باستان روایت می‌شود و شخصیت اصلی بازی کماکان کریتوس است. داستان بازی با اقتباس از وقایع رگناروک می‌باشد، مجموعه رخدادهایی که فرجام خدایان یا پایان جهان را در اساطیر اسکاندیناوی رقم می‌زند و مرگ خدایان نورس را به تصویر می‌کشد که در بازی قبلی، بعد از اینکه کریتوس خدای آسیر بالدر را کشت، اتفاق خواهد افتاد.
در ماه پس از اعلامیه بازی در سپتامبر ۲۰۲۰، بسیاری از روزنامه‌نگاران و وبسایت‌های بازی، رگناروک را به عنوان یکی از مورد انتظارترین بازی‌های خود در نظر گرفتند؛ این بازی به ترتیب جوایز «بازی بیش از همه خواستنی» و «بازی بیش از همه ذکرشده» را از جوایز گلدن جوی‌استیک ۲۰۲۰ و پلی‌استیشن. بلاگ به دست آورد. این بازی در ابتدا قرار بود در سال ۲۰۲۱ عرضه شود، اما به دلیل دنیاگیری کووید-۱۹ بر توسعهٔ بازی، انتشار آن به تأخیر افتاد.
رگناروک از سوی منتقدان مورد تحسین جهانی قرار گرفت و برای داشتن قصه‌گویی، عناصر بصری، شخصیت‌پردازی، طراحی مراحل، و بهبود کلی روند بازی نسبت به نسخهٔ قبلی خود مورد تحسین قرار گرفت. این بازی برندهٔ بهترین بازی سال در جوایز تیتانیم شد، و همچنین در یازده بخش نامزد دریافت جایزه در مراسم جوایز بازی سال ۲۰۲۲ بود که توانست برندهٔ شش جایزه شامل: بهترین روایت، بهترین اکشن-ماجراجویی، بهترین موسیقی و طراحی صدا، بهترین پرفورمانس در نقش کریتوس برای کریستوفر جاج، و نوآوری در دسترس‌پذیری در میان جوایز و نامزدهای دیگر شود. این بازی توانست پس از انتشار، نمرهٔ ۹۴ را از منتقدان وبگاه متاکریتیک دریافت کند، همچنین یک موفقیت تجاری بود و توانست در هفتهٔ نخست انتشار ۵.۱ میلیون نسخه و تا سه ماه پس از انتشار، ۱۱ میلیون نسخه به فروش برساند.

## بسته الحاقی
بسته‌ای‌ الحاقی رایگانی به نام والهالا در مراسم گیم آواردز ۲۰۲۳ معرفی شد و در آذر ماه ١۴٠٢ به صورت بروزرسانی رایگان برای بازی منتشر شد. این بسته الحاقی ماجراجویی کریتوس در والهالا را دنبال می‌کند.
سبک این دی‌ال‌سی روگ لایک است و سازندگان از آن به عنوان تشکری از مخاطبان این سری بازی یاد کرده‌اند. این بسته باعث افزایش فروش بازی نیز شد. 
کریتوس در این دی‌ال‌سی با ورود به والهالا، وارد اتاق‌ها و محیط‌های مختلف می‌شود و با پاکسازی محیط از انمی‌ها و گشت و گذار می‌تواند صندوق‌هایی را به که عنوان پاداش قرار داده‌ شده‌اند‌ باز کند. این صندوق‌ها برای قوی‌تر شدن کریتوس در نظر گرفته‌ شده‌اند. در این بسته الحاقی اگر کریتوس بمیرد مجدد در کنار دروازه والهالا ظاهر خواهد شد. در این بسته که روگ لایک است با مردن کریتوس تمام دستاورد‌های خود را از دست نمی‌دهید و با پیشروی در بازی تعدادی آیتم از جمله: Mastery Seal را به‌دست می‌‌آورید که مانند پول در بازی عمل می‌کند و با استفاده از آن می‌توانید کریتوس را بیش از پیش قوی کنید‌. در بسته الحاقی والهالا سیستم مبارزات به‌ این شکل است که با وارد شدن هرباره از دروازه والهالا به داخل آن، در انتهای هر رویارویی با دشمنان و شکست دادن آنها برای او جوایزی ظاهر می‌شود. برخی از پاداش‌ها عبارتند از: افزایش رونیک اتک، افزایش Stat، پرک‌هایی برای سلاح‌ها و موارد دیگر، این پاداش‌ها تعیین کننده نحوه مبارزه کردن پلیر است، پاداش‌های به گونه‌ای هستند که به خوبی می‌توانید Build مورد نیاز خود را بسازید و به شکلی که دوست دارید بازی را تجربه کنید. برای دوباره زنده شدن کریتوس می‌توانید به صورت دائم دو سنگ Resurrection را بسازید‌. در این بسته مینی‌باس‌های متعدد و بسیاری وجود دارد. از نظر فنی این بسته تجربه‌ای روان را از بازی ارائه می‌دهد و بازیکنان شاهد افت‌فریم و باگ‌‌ نیستند. ساندترک‌هایی برای این بسته در نظر گرفته شده‌اند که در سبک و کانسپت خدای جنگ ۲۰۱۸ و خدای جنگ: رگناروک هستند اما ترک‌هایی هم وجود دارند که از ساندترک‌های نسخه‌های سری یونانی بازی هستند و بعضی از آنها حتی با سبک موسیقی نسخه‌های سری نورس هم آمیخته شده‌اند. شمشیر‌ الیمپوس و اسکین سری یونانی کریتوس هم از موارد اضافه شده به بازی هستند و بازیکن با پیشروی در بازی شمشیر الیمپوس و با تمام کردن آن از اسکین سری یونانی می‌تواند استفاده کند، شمشیر الیمپوس قابلیت استفاده به صورت سلاح دائم (مانند: تبر، تیغه‌های آشوب و نیزه دراپنیر) را ندارد و فقط در حالت ریج یا خشم کریتوس می‌توان آن را تا پایان مدت ریج استفاده کرد.

## بازخورد

### منتقدان
| گردآورنده | امتیاز |
| --------- | ------ |
| متاکریتیک | ۹۴/۱۰۰ |

| ناشر                    | امتیاز   |
| ----------------------- | -------- |
| دستراکتید               | ۹/۱۰     |
| الکترونیک گیمینگ مانثلی | [ ۷ ]    |
| یوروگیمر                | توصیه‌شده |
| گیم اینفورمر            | ۹٫۵/۱۰   |
| گیم‌اسپات                | ۹/۱۰     |
| گیمز ریدار+             | [ ۱۱ ]   |
| آی‌جی‌ان                  | ۱۰/۱۰    |
| پی‌سی‌مگ                  | [ ۱۳ ]   |
| پوش اسکوئر              | [ ۱۴ ]   |
| شک‌نیوز                  | ۹/۱۰     |
| وی‌جی۲۴۷                 | [ ۱۶ ]   |
| VideoGamer.com          | ۱۰/۱۰    |

خدای جنگ رگناروک در پلی‌استیشن ۵ بر اساس بازبینی جمعی وبگاه متاکریتیک امتیاز ۹۴/۱۰۰ را کسب کرده‌است که نشان‌دهندهٔ «تحسین همگانی» است. امتیاز این بازی با قسمت ۲۰۰۵ و ۲۰۱۸ در متاکریتیک برابری کرد.